# Lossmen–Ekträsk-konflikten
Lossmen–Ekträsk-konflikten var en arbetskonflikt – Sveriges längsta lockout – som ägde rum i Degerfors och Burträsks socknar i Västerbotten under åren 1924–1931. Konflikten utspelade sig i trakterna av Lossmen och Ekträsk, mellan skogsbolagen Holmsund, Sandviks Ångsåg och Mo & Domsjö och lokala syndikalistiskt organiserade arbetare. Arbetarna tillhörde de lokala samorganisationerna (LS) Lossmen-Sävsjöns och Ekträsks.
Konflikten inleddes med att bolagen ställde som ultimatum till syndikalisterna att upplösa sina organisationer eller bli utan arbete, det vill säga lockoutas. Till bakgrunden hörde att bolagen i stort sett var de enda arbetsgivarna i området. Syndikalisterna vägrade att upphöra med sin organisering och förklarade bolagen i blockad.
För skogsarbetet kallade bolagen in strejkbrytare – egentligen "blockadbrytare" i detta fall – från närliggande byar, bland andra Villvattnet. LS:en tillkallade i sin tur hjälp utifrån; omkring 400–500 personer från Norrland begav sig till Ekträsk och genomförde en demonstration och delade sig upp i grupper för att leta igenom skogarna efter blockadbrytare. Den 15 januari 1925 anlände två bolagstjänstemän till Ekträsk, och efter att den ena av dem, faktor Martin Hansson, hållit ett tal med både vädjande och aggressiva inslag misshandlades och kördes sedan han och hans kollega iväg av en grupp arbetare. När de återvände till platsen med poliseskort senare på dagen hade strejkbrytarna gett sig av. Istället för att skydda dessa grep därför polisen de misstänkta arbetarna. Fyra män fick bötesstraff, som de emellertid avtjänade i häkte då de saknade pengar. Efter ytterligare några dagars intensiva konfliktutspelningar saktade konflikten ned och en lång period av segt motstånd från båda parter inleddes.
Då de inblandade arbetarna därmed saknade arbete fick de livnära sig på vad som fanns till hands. Vissa hade ett fåtal kor och grisar och andra en liten jordplätt. Andra gav sig av; en familj emigrerade till Kanada och en annan blev nybyggare i Vännästrakten. De som stannade hjälpte varandra att klara av de ekonomiska svårigheter som lockouten medförde. SAC sköt sporadiskt till pengar, och även norska syndikalister i LSF bidrog. 
Efter våren 1925 avbröt bolagen all skogsavverkning i de blockerade skogsområdena. Först våren 1930 lyckades Holmsundsbolaget fortsätta avverkningen, efter att länsstyrelsen låtit förse skogsområdena med polisbevakning. Konfrontationerna mellan syndikalister, bolagen och strejkbrytare blev allt fler; under ett tillfälle åtalades och dömdes sexton syndikalister vid tingsrätten i Umeå efter ett slagsmål mellan strejkbrytare och blockadvaktare. Hösten 1930 fortsatte även Sandviks Ångsåg sin skogsavverkning i området, men konflikten tog sig bara större dimensioner. Den 20 maj lämnade fyra syndikalister ett bud på flottningen i Lossmensjön med påpekandet att de flesta strejkbrytare var på väg eller redan hade begett sig av. Dagen därpå ringde Sandviks Ångsågs faktor i Kalvträsk upp syndikalisterna och meddelade att man accepterat deras lönekrav. Kort därefter bröt även de andra bolagen sin lockout av syndikalisterna och konflikten var därmed över.

## Reaktioner i pressen
Konflikten kommenterades av bland annat socialdemokratiska Västerbottens Folkblad, liberala Norra Västerbotten, och högertidningarna Skelleftebladet och Umebladet.
| ”                        | Man må ogilla deras sätt att föra sin kamp, men det kanske inte är så underligt att metoderna blir desperata, när skogsförvaltare ställer en hel befolkning utan inkomster, sedan bolagen först berövat samma befolkning deras skogar och hemman, i vissa fall med användandet av list och knep. | „ |
| – Västerbottens Folkblad | |   |

| ”                    | Det sitter en herre som i sin svällande maktfullkomlighet dekreterar, att om de icke gå ur den eller den organisationen, så får de icke arbete i de skogar som bolagen på sin tid, oftast för ett orimligt underpris, förvärvat från samma befolkning och deras fäder... Ni får icke tillhöra den eller den organisationen, ty då svälter jag ut er. | „ |
| – Norra Västerbotten | |   |

Percy Björk, chefredaktör för Skelleftebladet, skrev om Anton Wikströms inlägg i Norra Västerbotten:
| ” | Anton Wikström är mera hänsynslös än någon syndikalistagitator | „ |